# النزاع البحري بين الولايات المتحدة وإيران 2008

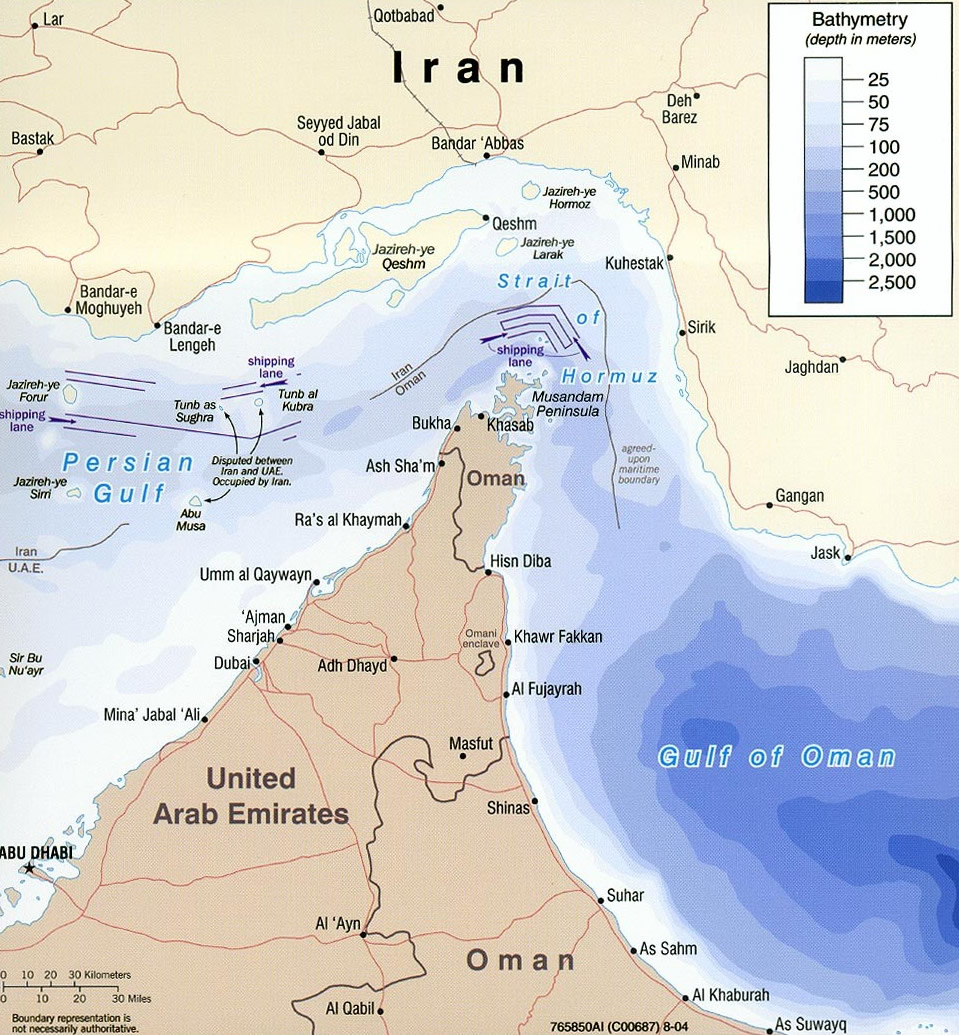
خريطة مضيق هرمز مع السياسة البحرية (2004)

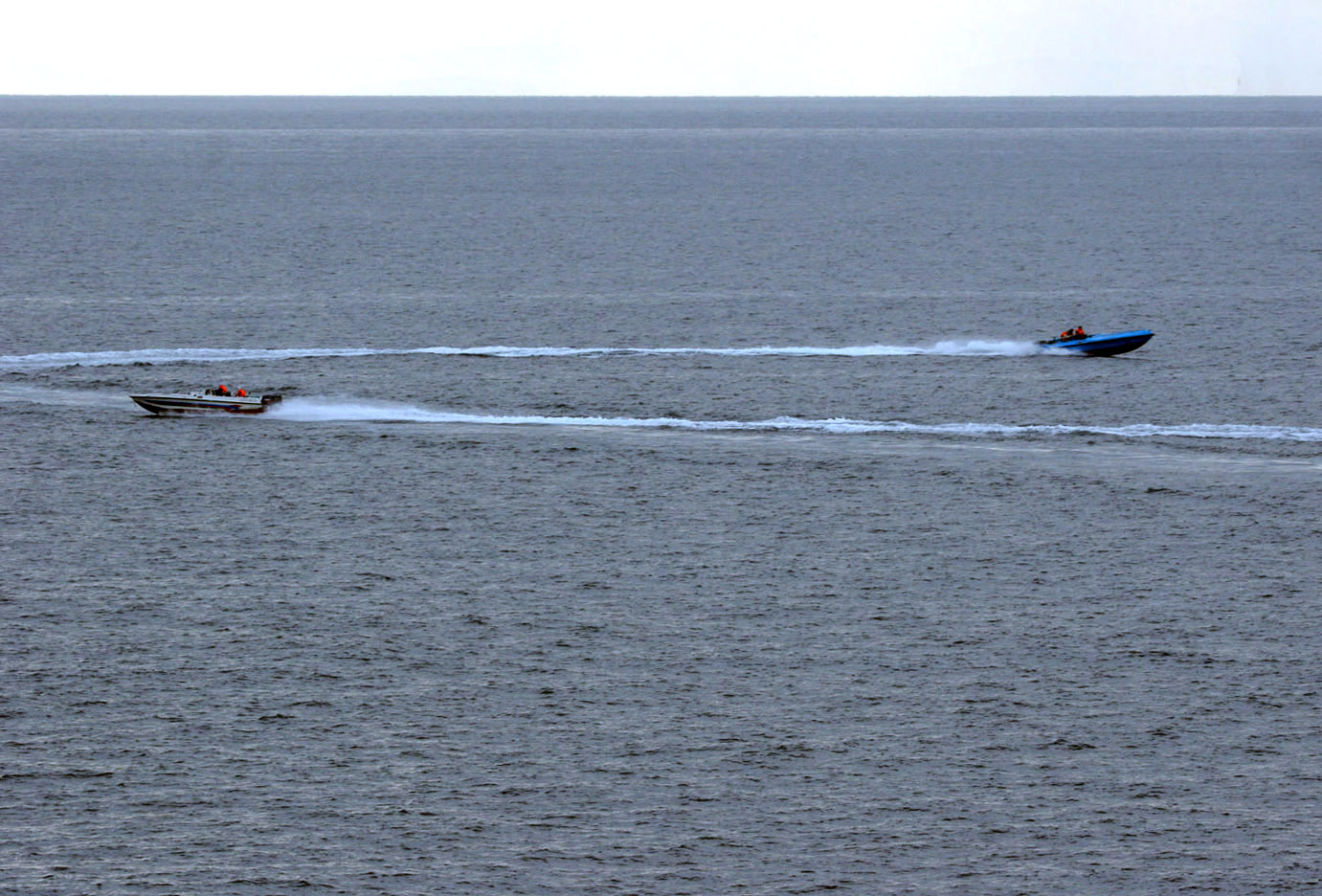
6 كانون الثاني / يناير 2008: مناورات القوارب الإيرانية بالقرب من سفن البحرية الأمريكية.

يشير النزاع البحري بين الولايات المتحدة وإيران 2008 إلى سلسلة من المواجهات البحرية التي دارت بين القوارب السريعة الإيرانية والسفن الحربية التابعة للبحرية الأمريكية في مضيق هرمز في ديسمبر 2007 ويناير 2008.

## الحادث
في 6 يناير 2008، اقتربت خمسة زوارق دورية إيرانية تابعة للحرس الثوري الإيراني من ثلاث سفن حربية تابعة للبحرية الأمريكية في مضيق هرمز وهي: سفينة يو اس اس بورت رويال والمدمرة يو إس إس هوبر والفرقاطة يو إس إس إنجراهام. ووفقا لشريط فيديو نشرته البنتاغون شوهد أن الزوارق الإيرانية وجهت تهديدات بواسطة اللاسلكي للسفن الأمريكية، تقول: «نحن نقترب منكم الآن وسيتم تفجيركم خلال دقائق.»
وأشارت تقارير الولايات المتحدة إلى أن الزوارق الإيرانية كانت مسلحة وهي قد واصلت تحريكها للسفن الحربية للولايات المتحدة، كما ألقت صناديق بيضاء في المياه. ولم يكن أمام السفن الأمريكية خيار سوى أخذ التهديدات على محمل الجد والحفاظ على الوضع الدفاعي. وقال مسؤولو البنتاغون إن السفن الأمريكية كانت على وشك إطلاق النار عندما انسحبت القوارب الإيرانية. لكن نفى ذلك قائد المدمرة يو إس إس هوبر.
وقد ادعى المسؤولون الأمريكيون بإن الإيرانيين «قاموا بمضايقة واستفزاز» سفنهم البحرية، على بعد 200 ياردة (180 مترا) من إحدى السفن. لكن رد المسؤولون الإيرانيون بأن الاتصال عبر اللاسلكي كان اتصال روتيني من نوع ما يحدث طوال الوقت في المياه المزدحمة في الخليج الفارسي. في 8 يناير 2008 أصدرت وزارة الدفاع الأمريكية مقطع فيديو مختصر مدته أربع دقائق من التسجيلات الصوتية والمرئية الخاصة بالحادث الذي تضمنت التهديدات. ووصفت إيران الشريط بأنه مزيف. في 10 يناير 2008، اتهمت إيران الولايات المتحدة بخلق «ضجة إعلامية». ثم بثت قناة «برس تي في» الإيرانية شريط فيديو مختصّ للحادث لا يوجد فيه أي تهديد.
ثم أصدرت الولايات المتحدة لاحقًا مقطع فيديو مدته 36 دقيقة عن الحادث. لكن في هذا المقطع يوجد ارتباك في مصدر البث الإذاعي المهدِّد. وقد قال الناطقون بالفارسية والإيرانيون لصحيفة واشنطن بوست إن اللهجة في التسجيل الأمريكي لا تبدو إيرانية. وأشارت «نيويورك تايمز» إلى أن الصوت الصادر من تسجيلات الولايات المتحدة لا يتضمن ضوضاء المحيط حتى يتوقع بأنه قد تم بثه من أحد الزوارق السريعة. وكتبت صحيفة «نيويورك تايمز» أن الحادث كان يمكن أن يكون مصدره خدعة قام بها الشخص الشهير محليًا باسم «القرد الفلبيني» مستخدما موجات اللاسلكي، مشيرًا إلى أن صوت التهديد يبدو مختلفًا عن صوت الضابط الإيراني. ذكرت العديد من وسائل الإعلام أن القوات البحرية قامت بربط التسجيل الصوتي المهدد الإيراني المزعوم بشريط الفيديو للحادث.
وقد وصف المتحدث باسم البنتاغون القوارب الإيرانية بأنها «قوارب دورية عالية القدرة على المناورة» وكانت «مسلحة بشكل واضح». لكنه لم يلاحظ بأن مثل هذه القوارب عادة لا تحمل سوى طاقم مكون من شخصين أو ثلاثة، وأنها عادة ما تكون مسلحة ببنادق آلية. وان القارب الوحيد الذي كان قريباً بما فيه الكفاية لكي يتم مشاهدته من قبل سفن الولايات المتحدة كان غير مسلح، وذلك حسب الصور المتضخمة للقارب الملتقطة من قبل القوات البحرية.
وفي 12 يناير 2008، تبين أنه خلافاً للتقارير السابقة، لم تشكل الصناديق التي ألقتها القوارب الإيرانية في المياه تهديداً لسفن الولايات المتحدة. وقد لاحظت السفينة الرائدة بأنها اجسام عائمة خفيفة غير ضارة ولذلك لم تبلغ باقي السفن على أي خطر.
وفي 8 يوليو قال علي شيرازي ممثل الزعيم الإيراني الاعلى آية الله علي خامنئي في الحرس الثوري في خطاب ألقاه أمام الحرس: «النظام الصهيوني يضغط على مسؤولي البيت الابيض لمهاجمة ايران. إذا ارتكبوا هذه الحماقة ستكون تل ابيب والاسطول الامريكى في الخليج الفارسى الهدفين الاولين لايران وسيتم حرقهما.»

## السياق التاريخي
تعدّ وجود السفن الحربية الأمريكية في المضيق مسألة حساسة بالنسبة لإيران منذ 3 يوليو/ تموز 1988، عندما أسقطت السفينة الأمريكية فينسينز (CG-49) الطائرة المدنية الإيرانية في المجال الجوي الإيراني فوق المضيق، مما أسفر عن مقتل 290 مدنيًا. وهي الحادثة التي لم تعتذر عنها الولايات المتحدة أبداً، رغم أنها قدمت تعويضاً نقدياً.